# 서울 학도암 마애관음보살좌상
학도암 마애관음보살좌상(鶴到庵 磨崖觀音菩薩坐像)은 노원구 불암산 학도암에 있는 마애 관음보살 좌상이다. 고종7년(1870년) 명성황후의 시주로 조성되었다. 명성황후는 당시 최고의 불화가 장엽을 금어로 임명하고 경복궁을 복원하던 왕실석공 김흥연 이운철 원승천 박천 황원석을 보내 관세음보살 좌상을 조성하게 한다. 왕의 사랑과 자녀의 출산, 자녀의 성공을 기원하며 조성하였는데 세가지 소원 모두가 이루어진 것으로 유명하다. 2000년 7월 15일 서울특별시의 유형문화재 제124호로 지정되었다.

## 학도암
학도암(전통사찰 제77호)은 ‘학이 찾아드는 곳’이라는 이름만큼 수려한 풍광을 자랑하는 절이다.
학은 천신이 타고 다니는 영물로 상징되는 만큼 훌륭하고 좋은 자리에 있음을 알게 해 준다.
조선 인조2년(1624년) 무공(無空)화상이 창건하였으며, 고종16년(1878년) 벽운화상이 중창하였다.
조선 고종7년(1870년) 대웅전 뒷편 큰 바위에 명성황후(18세)가 고종의 사랑을 얻기위해 금어 장엽과 왕실석수 김흥연 이운철 등에게 명해 관음보살좌상을 조성하게 하였다. 조선시대 왕실의 후원으로 조성된 마애관음보살좌상(서울시 유형문화재 제124호)은 회화적기법이 사용된 조선후기 빼어난 수작이다.
조선 순조19년(1819년) 조성된 마애부도가 2기가 있다. 마애부도는 보기 드문 형태이며 이 부도는 왼쪽부터 청신녀월영영주지탑과 환ㅇ당선사취근지탑이 있는데, 이중에 청신녀월영영주지탑에 가경24년(1819년)이라고 기록되어 있다.
이후 조선 고종22년(1885년) 백운화상이 화상 경선화상을 불러와 불상 1구를 개금하고 불화 6점을 그려 봉안하였다. 이 시기 불사에 관한 내용은 천보산학도암개금태화주록기에 전한다.
1966년에 이르러 주지 명호스님이 법당을 중건하였고, 1970년에 영산회상도를 봉안하였으며, 1972년에는 삼성각에 칠성탱과 산신탱을 봉안하였다. 2000년에는 자연동굴을 넓히고 약사불삼존을 봉안하는 등 사역을 정비하였으며, 2006년 법보스님 주지 취임 후, 삼성각, 대웅전을 중창하는 등 사격을 일신하였으며, 2019년 묘장스님이 주지로 부임하였다.

## 문화재 특징
마애관음보살좌상은 학도암 뒤쪽으로 커다란 바위 면에 13.4미터에 이르는 크기로 새겨져 있다.
조선시대에 조성된 마애불은 열점을 넘지 않는다. 핍박 받았던 조선 불교의 어려웠던 상황을 알 수 있다. 그런 상황에서 왕실의 후원으로 조성된 관세음보살 좌상은 마애불이지만 회화적 아름다움을 간직한 빼어난 수작이다.
양각의 융기된 선묘로 새겨진 이 관음보살상은 연화대좌 위에 앉아 있는 좌상으로 화불이 있는 보관 장식이나 칠보문, 옷 주름 표현 등에서 불화의 도상을 그대로 바위에 옮겨 놓은 것처럼 보인다. 특히 보관 양쪽으로 뻗어나온 관대에 구슬처럼 달린 마름모 모양의 사슬 장식이 양어깨 위에 늘어져 있는 점에서도 잘 나타나 있다.
이 관음보살상의 얼굴은 가늘고 긴 눈과 뭉툭한 코, 작은 입술 등으로 인해 새침한 인상을 준다. 짧은 목에 표현된 형식적인 삼도는 가슴 아래쪽으로 내려가 있다. 양쪽 어깨에는 대의를 걸치고 있으며 안쪽의 내의(內衣)는 가슴 위에 수평으로 입고 그 위에 띠 매듭을 표현하였다. 두 손은 엄지와 셋째 손가락을 맞대고 있으며, 오른손은 결가부좌한 다리 위에 사뿐히 얹어놓고 왼손은 가슴 앞으로 올려서 들고 있다.
이 보살상에서 한 가지 특이한 점은 가슴 가운데에 있는 작은 사각형의 홈인데 복장 감실의 흔적으로 짐작된다. 복장이란 불상을 조성할 때 불상 내부에 부처를 상징하는 사리와 불경 등을 넣는 것으로 부조상인 마애불에 그러한 예가 남아 있는 경우는 드물다. 이와 같이 마애불의 가슴부분에 구멍이 있는 예는 전라북도 고창 선운사 동불암지 마애여래좌상에서 볼 수 있다.
마애불 왼쪽 벽면에 새겨진 명문에는 불화의 화기와 같이 증명비구 혜묵을 비롯하여 축문을 염불한 통주, 마애불을 조각한 금어의 이름이 보이는데 마애불의 조각가를 불화가인 금어와 동일하게 여긴 점이 흥미롭다. 50여 글자가 되는 명문에 의하면, 1870년에 명성황후가 불심으로 발원하여 조성했다는 내용과 함께 1878년에 학도암을 중창하면서 한씨 일가의 시주로 장선화상 등이 마애불상을 보수했다고 되어 있다. 이 마애관음보살상은 조선 말기의 불상이지만 왕실에서 후원하여 조성된 만큼 조선 말기까지 계속 이어지는 불교조각의 전통을 볼 수 있으며 조성 명문이 남아 있어서 자료적인 가치를 더욱 높여주고 있다.

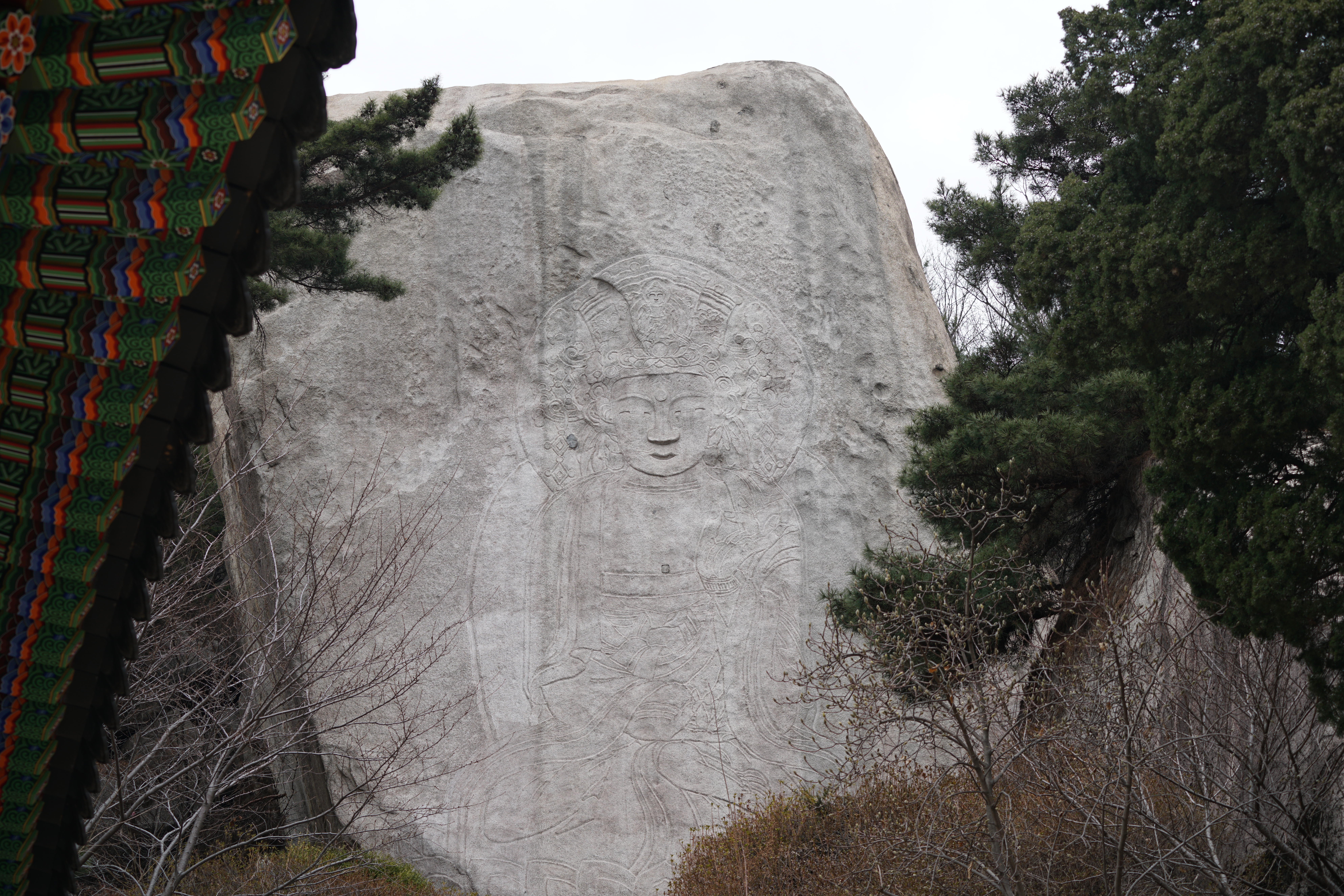
Gwanseeumbosam

## 고종과 명성황후의 사랑
조선 고종3년(1866년) 민치록의 여식 민자영은 16세에 왕비로 간택을 받아 가례(결혼)를 올렸으나, 고종(15세)은 이미 후궁 영보당 귀인 이씨를 총애하고 있었다. 가례를 올린 첫 날 남편 고종은 왕비의 처소엔 들지 않고 귀인 이씨의 처소에 들었다. 황후가 되었으나 첫날밤에 고종에게 외면 받은 것이다. 더군다나 2년뒤(1868년) 4월에 귀인 이씨가 고종의 첫 아들인 완화군을 낳자, 더욱 총애했으며 명성황후와 대소신료들을 앞에두고 완화군을 안고 왕실이 튼튼해졌다며 크게 기뻐 하였다.
임금을 비롯한 누구에게도 사랑을 받지 못하던 나이 18세에 불과한 어린 황후에게 한 궁녀가 부처님을 조성하면 그 가피로 원하는 바를 얻을 수 있다며 권선하였다.
그날 밤 꿈에 명성황후는 큰 바위 위에 앉았던 학이 품속으로 들어오는 꿈을 꾸게 된다. 꿈에 나온 학과 큰 바위가 있는 사찰을 찾았는데 그곳이 바로 학도암이다.
명성황후는 고종의 사랑을 얻고 왕자를 낳아 왕통 잇기를 발원하며 가장 기운이 좋은 명당터인 불암산 학도암 큰 바위에 관세음보살을 조성하는 불사를 연다.
당시 최고의 불모였던 장엽을 금어로 임명하고 경복궁을 복원하던 왕실 석공 김흥연 이운철 원승천 박천 황원석에게 명해 관세음보살을 조성하게 한다. 조성을 시작하자 관세음보살의 가피로 인해 명성황후는 차츰 고종의 사랑을 얻게 되었고 조성 완료(1870년)후 몇년 되지 않아 후에 순종이 되는 왕자 이척을 낳게 되는데 이후부터 학도암 관세음보살좌상은 첫째 사랑을 얻고, 둘째 자녀를 얻으며, 셋째 자녀가 성공하는 세가지 가피를 주는 것으로 유명해 지게 된다.
후일 고종은 명성황후 시해 후 1년 뒤 덕수궁에서 홍릉까지 전화를 연결해 매일 아침 명성황후의 무덤에 답변없는 안부 전화를 걸었다. ‘양인들이 만든 이 전어기(전화기의 옛말)라는 것은 멀리있는 사람의 소식도 전해준다 하더니 하늘까지는 닿지 않는가 보오.’라며 슬퍼하였다. 사랑 얻길 기원하며 학도암 관세음보살좌상을 조성하였는데 그 사랑은 죽음 이후까지도 이어졌다.

## 연 혁
- 1624년(인조2년) 무공화상 불암산 중턱에 학도암 창건

- 1791년(순조1년) 취근선사의 마애사리탑 조성(서울특별시 문화재자료 제62호)

- 1819년(순조19년) 10월 청신녀 월영의 사리를 봉안하기 위해 마애부도 조성(서울특별시 문화재자료 제62호)

- 1872년(고종9년) 명성황후의 시주로 마애관음보살좌상 조성(서울특별시 유형문화재 제124호)

- 1878년(고종15년) 벽운화상 중창

- 1878년(고종15년) 한씨 일가의 시주로 경선화상이 마애관음보살좌상 보수

- 1989년 전통사찰 제77호로 지정

## 사진
- 파일:Seated Bodhisattva Carved on the Rock at Hakdoam temple in Seoul,

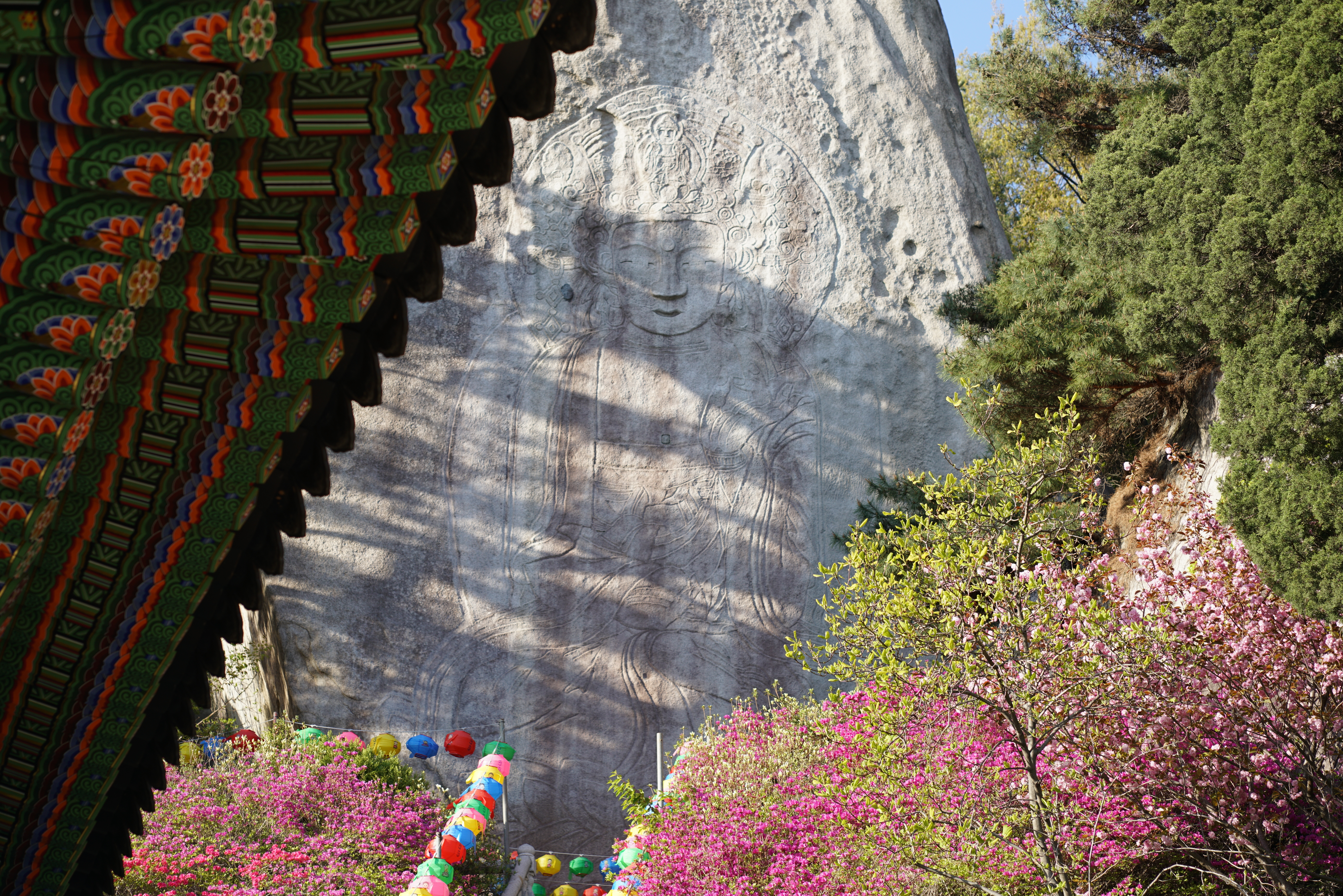
관음보살좌상 봄

- 파일:Korea 02.jpg

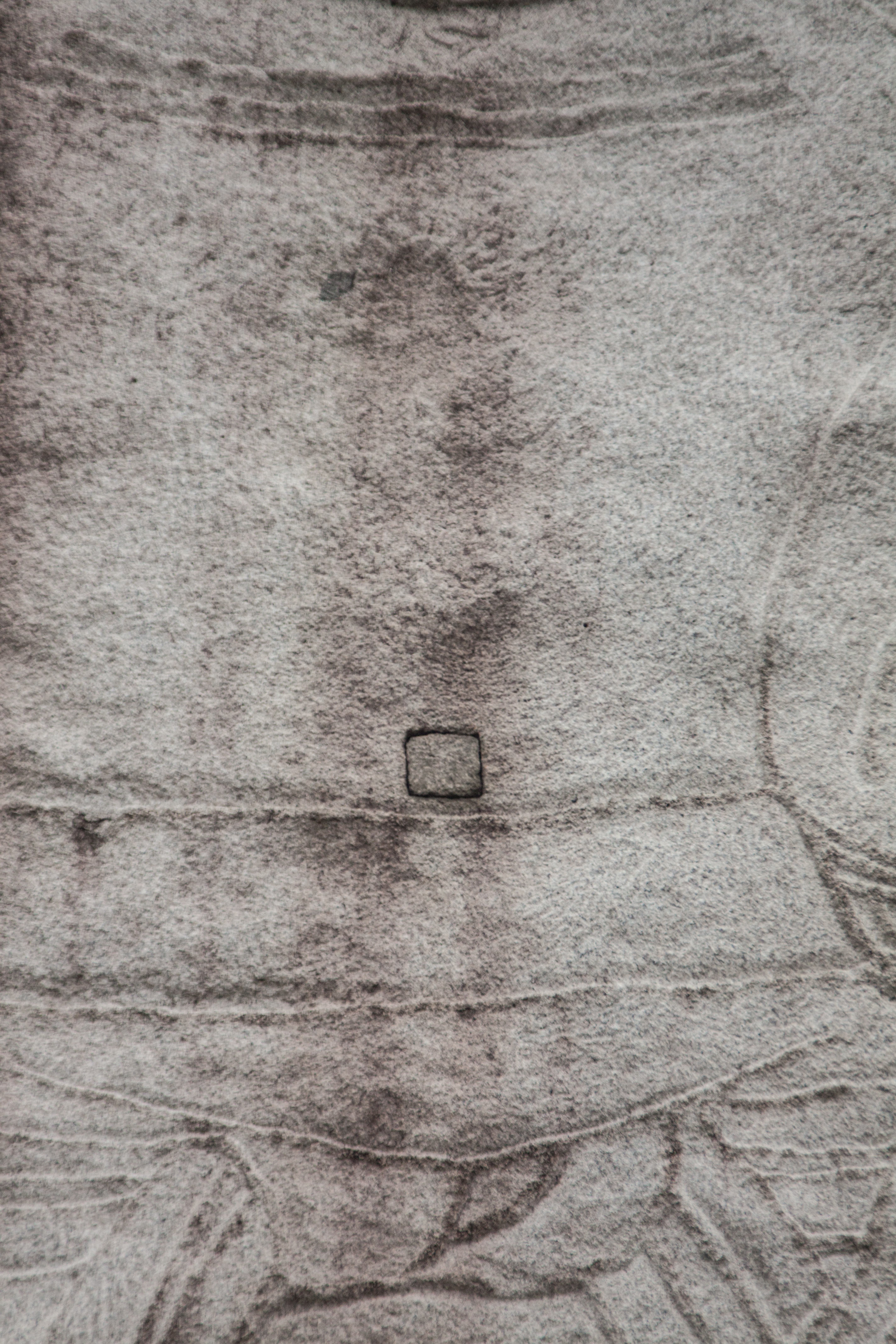
복장 감실
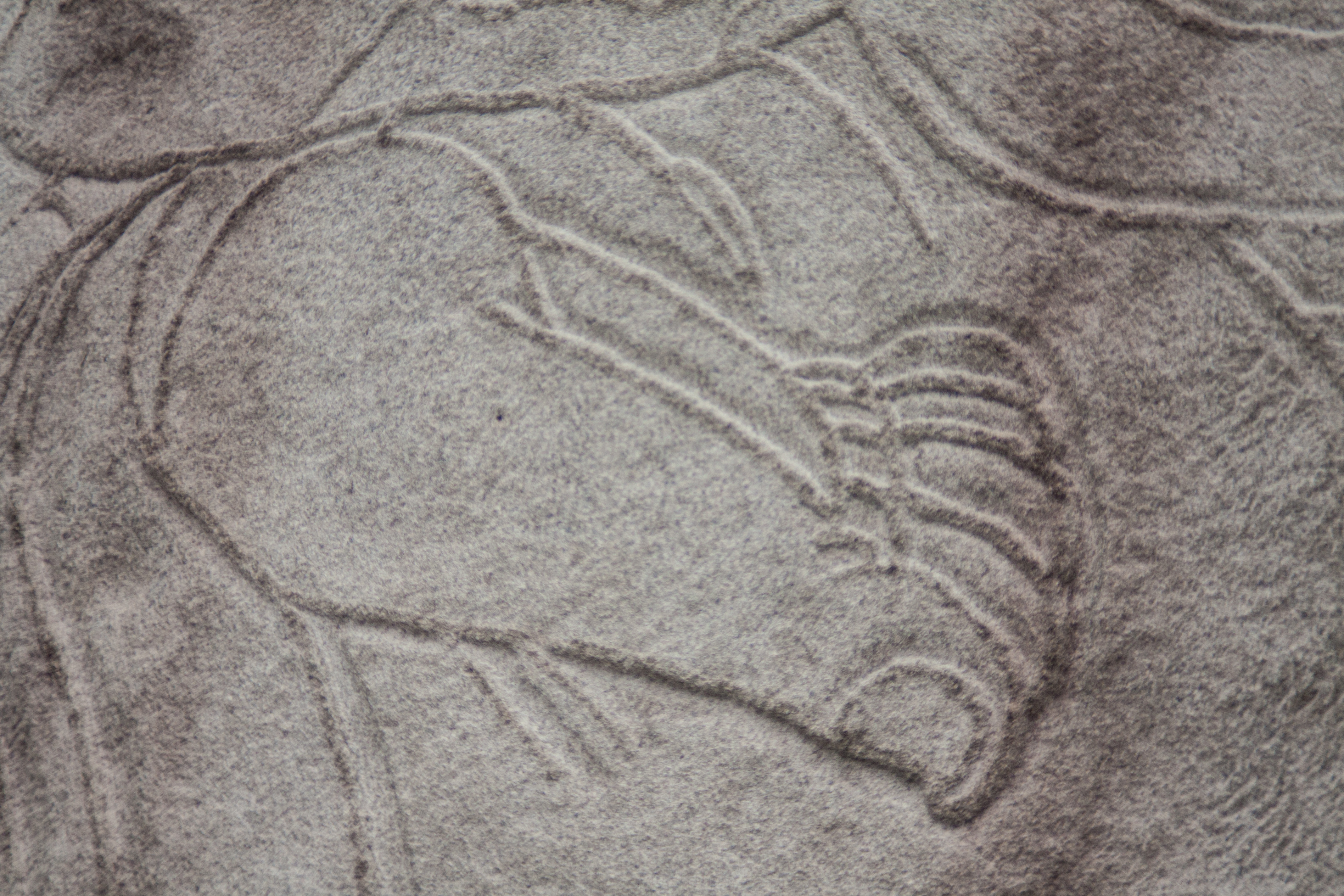
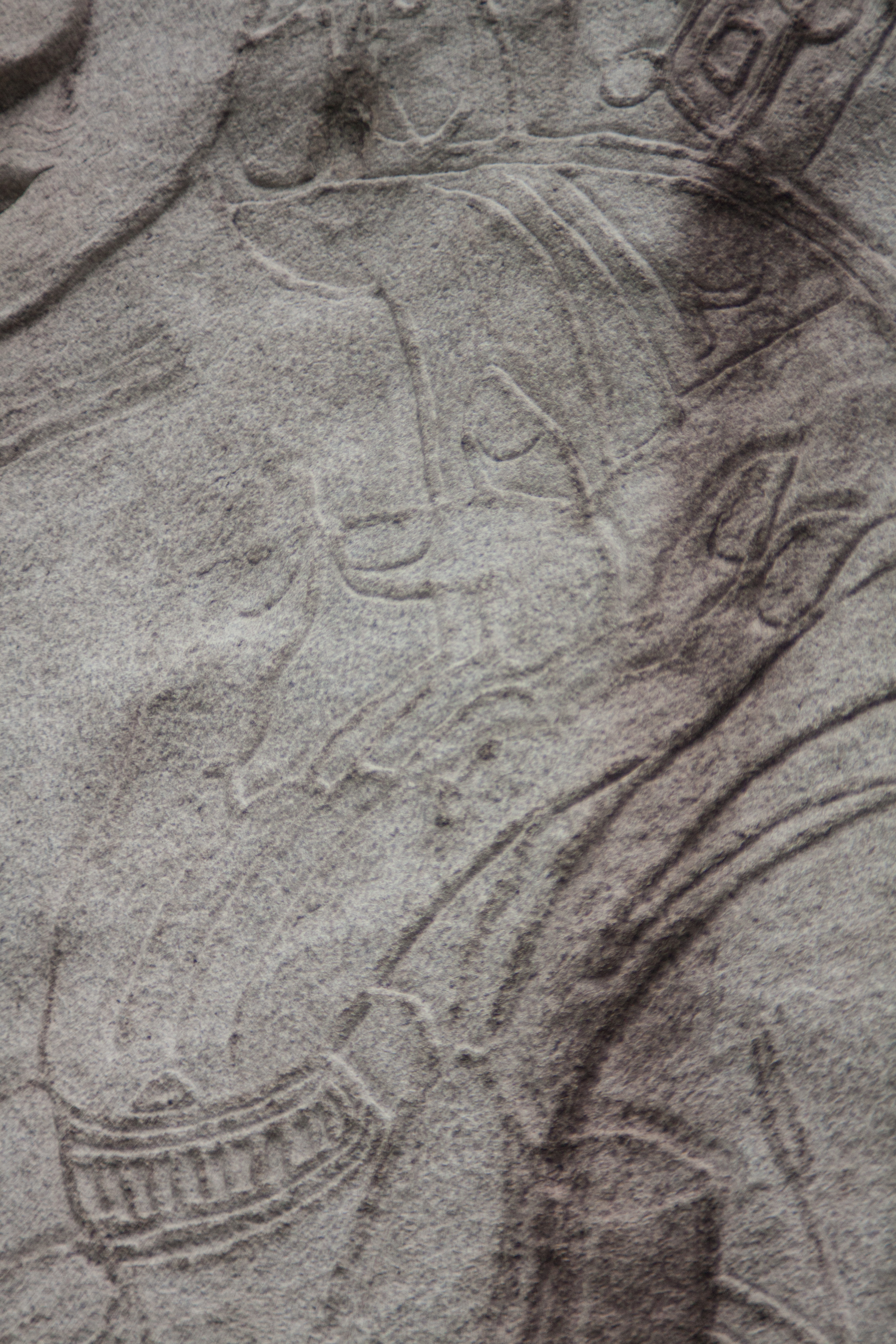
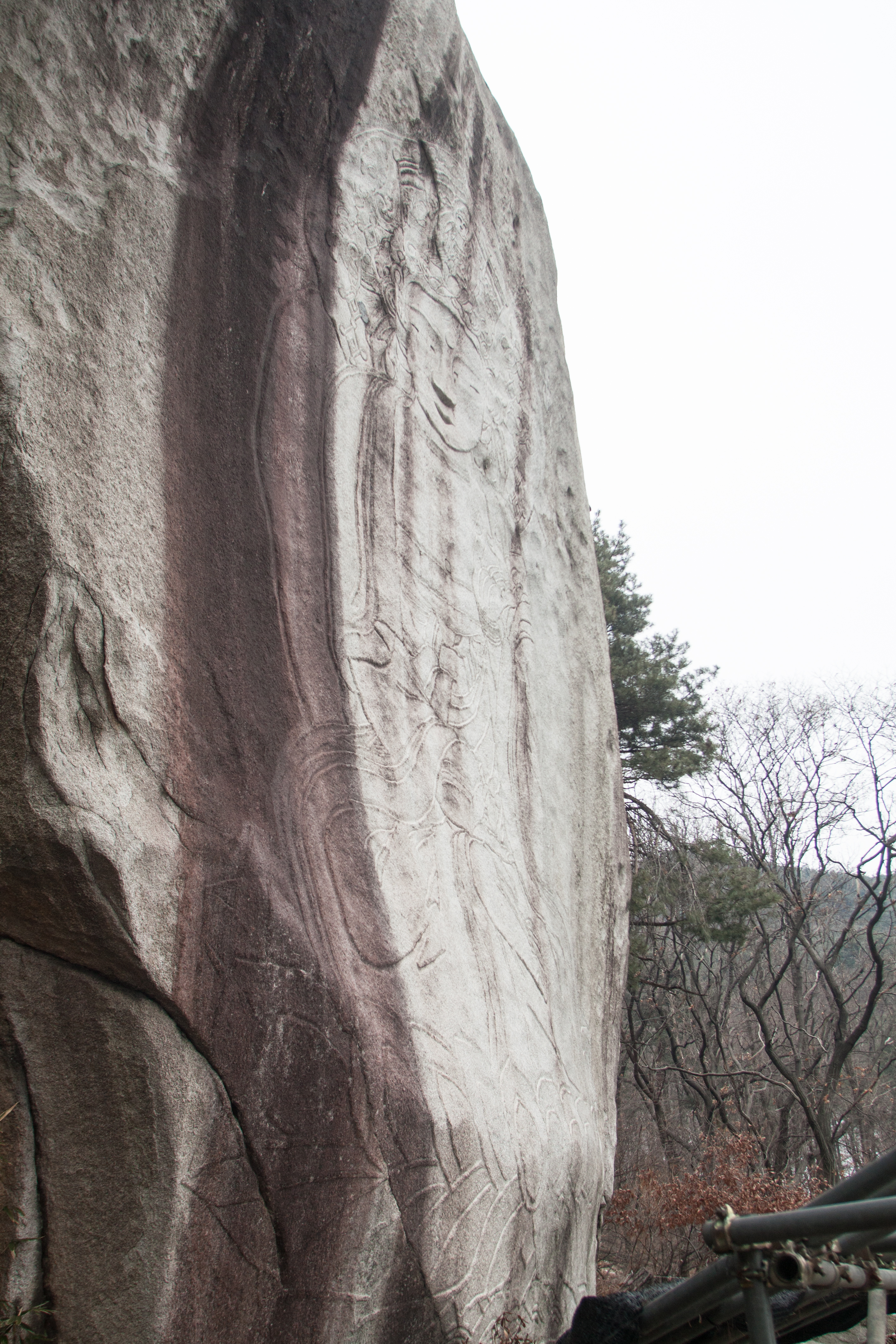
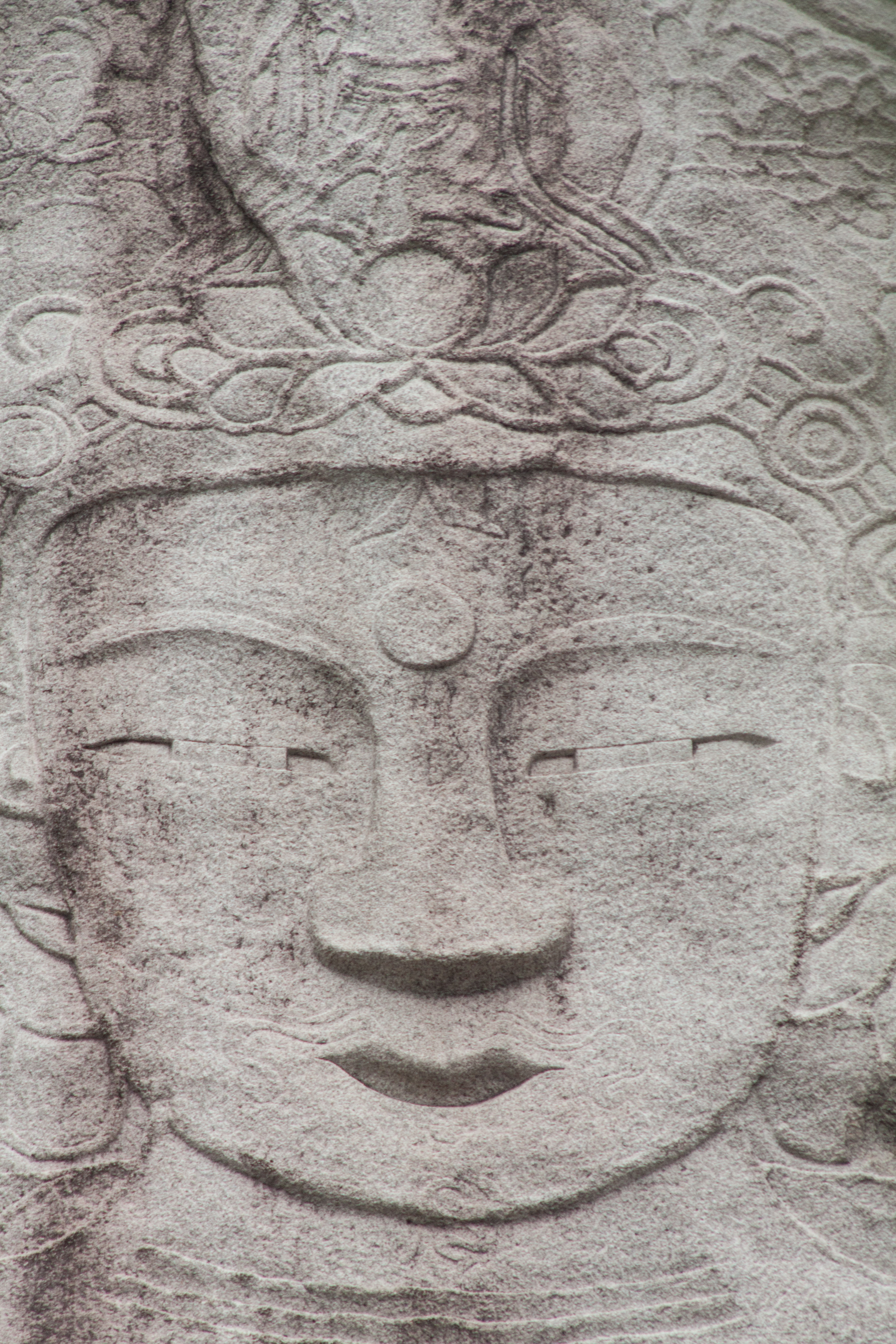
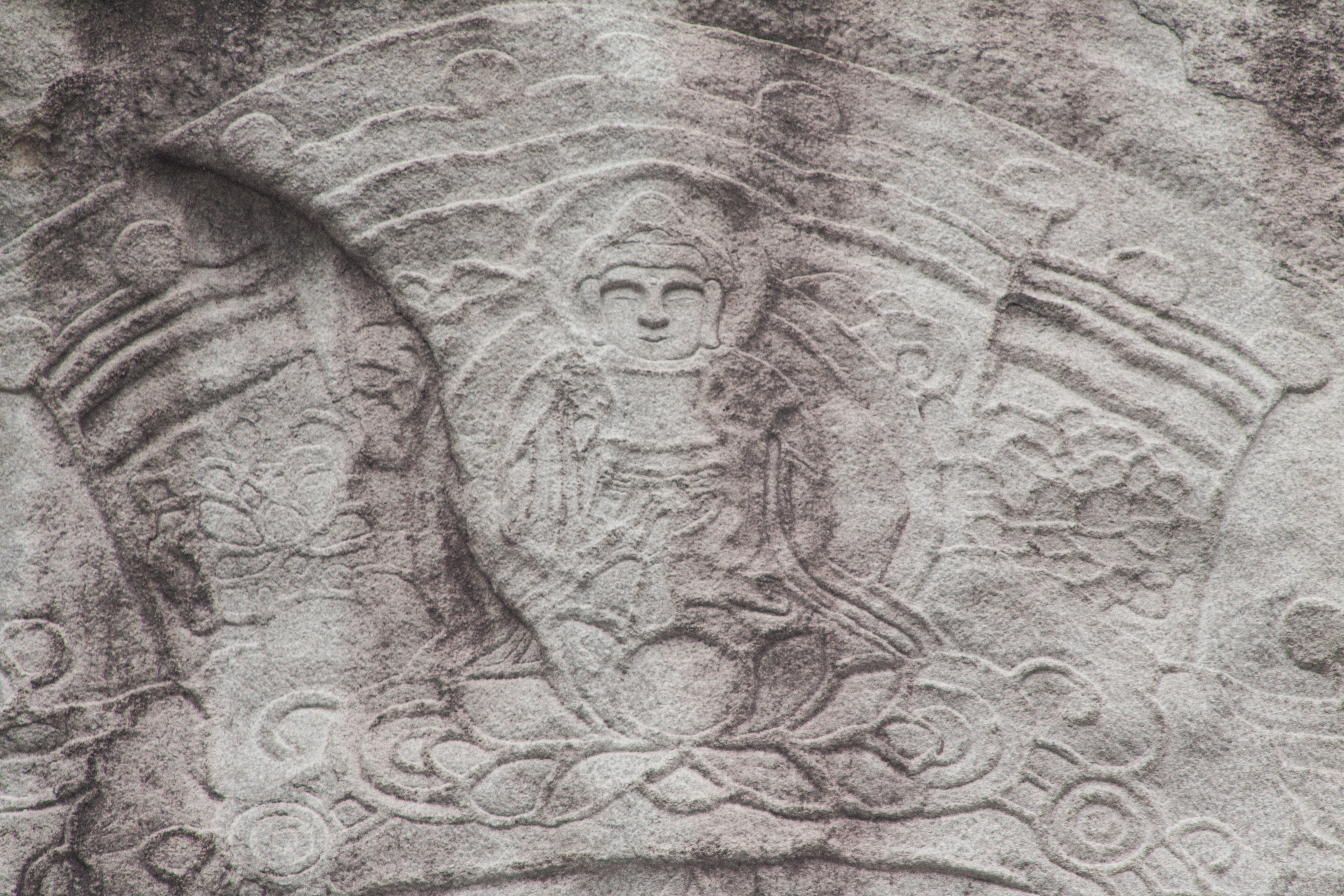
보관 중심에 있는 화불(化佛)
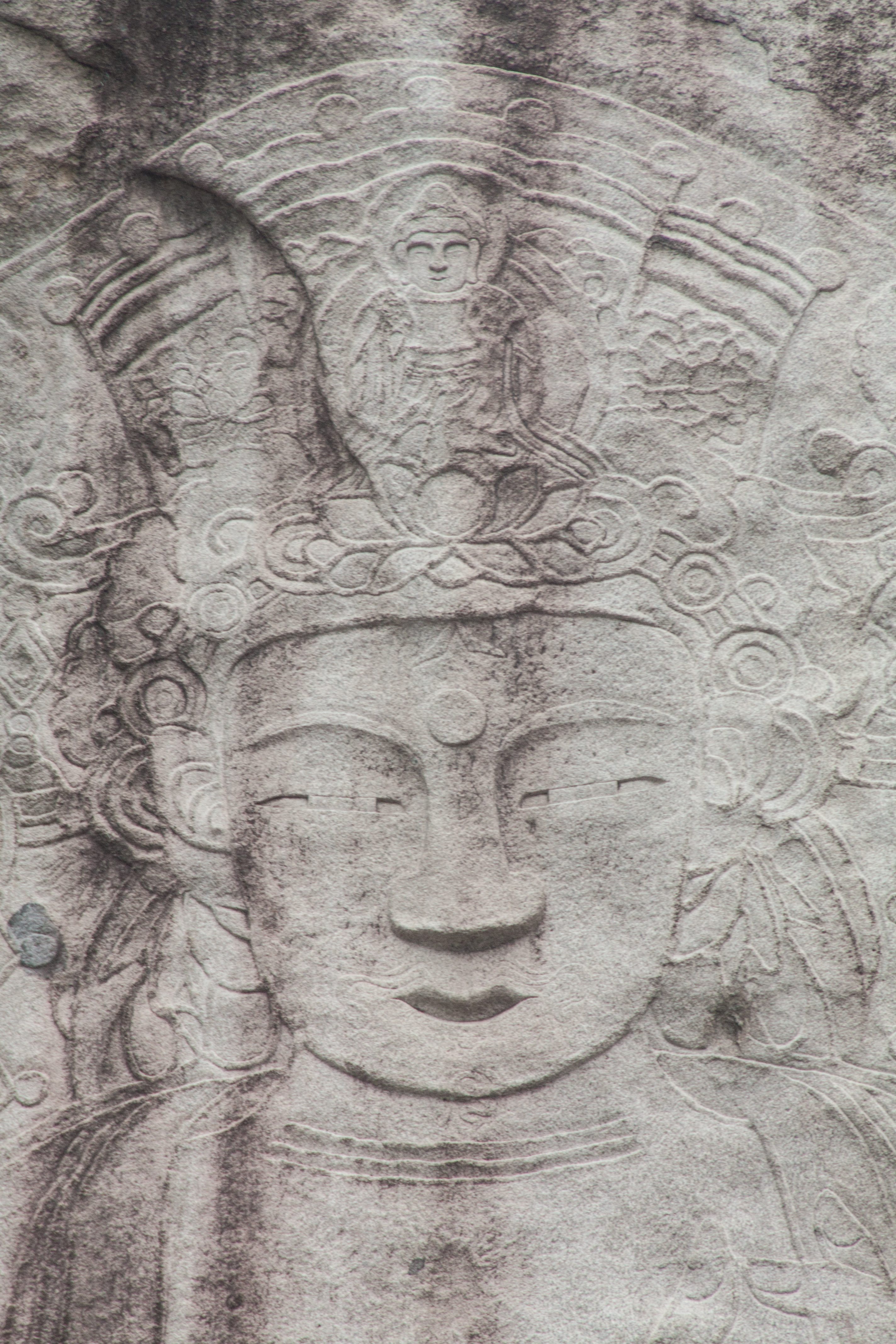

## 참고 자료
- 서울 학도암 마애관음보살좌상 - 국가유산청 국가유산포털

 본 문서에는 서울특별시에서 지식공유 프로젝트를 통해 퍼블릭 도메인으로 공개한 저작물을 기초로 작성된 내용이 포함되어 있습니다.